# Чарлз Крістофер Паррі
Чарлз Крістофер Паррі (англ. Charles Christopher Parry, 28 серпня 1823 — 20 лютого 1890) — англо-американський ботанік та лікар.

## Біографія
Чарлз Крістофер Паррі народився 28 серпня 1823 року.
Коли Паррі було дев'ять років, його сім'я переїхала з Англії в округ Вашингтон у штаті Нью-Йорк.  
Отримавши ступінь доктора медичних наук у 1846 році, Паррі влаштувався у Давенпорт у штаті Айова того ж року та розпочав свою медичну практику.
Однак його основним інтересом виявилися ботанічні дослідження, а не медицина.
У 1849 році Паррі був призначений ботаніком на американо-мексиканському кордоні та пропрацював на цій посаді протягом трьох років. 
Він опублікував свої ботанічні наукові роботи у найрізноманітніших наукових журналах та газетах. 
Чарлз Крістофер Паррі помер 20 лютого 1890 року.

## Вшанування
На його честь було названо декілька рослин, у тому числі сосна Пиньон, лілія Паррі та Penstemon parryi.

## Наукова діяльність
Чарлз Крістофер Паррі спеціалізувався на насіннєвих рослинах.

## Окремі публікації
- Owen, DD; J Leidy, JG Norwood, CC Parry, H Pratten, BF Shumard, C Whittlesey. 1852. Report of a geological survey of Wisconsin, Iowa, & Minnesota & incidentally of a portion of Nebraska Territory. Ed. Lippincott, Grambo & Co. Dos vols., xxxviii, [42] — 638 pp.
- Emory, WH; SF Baird, G Englemann, J Hall, CC Parry, A Schott, J Torrey, TA Conrad, C Girard. 1857. Report on the US & Mexican boundary survey; made under the direction of the secretary of the Interior. Ed. A.O.P. Nicholson. 4º, viii, 174, (2) pp.
- Jones, WA; SE Blunt, TB Comstock, CL Heizmann, CC Parry, JD Putnam. 1875. Report upon the reconnaissance of northwestern Wyoming, including Yellowstone National Park, made in the summer of 1873. Ed. Gov. Print. Office. 8vo. 331 pp.